# Cadillac Serie 62
La Serie 62 è un'autovettura prodotta dalla Cadillac dal 1940 al 1964. Nel 1958 mutò denominazione in Serie 6200.

## Il contesto
Commercializzata per sostituire la Serie 65 nel 1940, rimase in produzione fino al 1964, quando cambiò nome in Cadillac Calais. Dal 1943 al 1945 non venne assemblata poiché gli Stati Uniti, facendo parte delle nazioni coinvolte nella seconda guerra mondiale, obbligarono le proprie aziende a convertire i propri impianti nella produzione bellica.
Faceva parte della categoria delle Vetture Full-Size di lusso, e venne assemblata a Detroit, nel Michigan. Durante l'intero periodo in cui fu in commercio, ha avuto il motore installato anteriormente, mentre la trazione era posteriore.

## La prima serie: 1940–1941

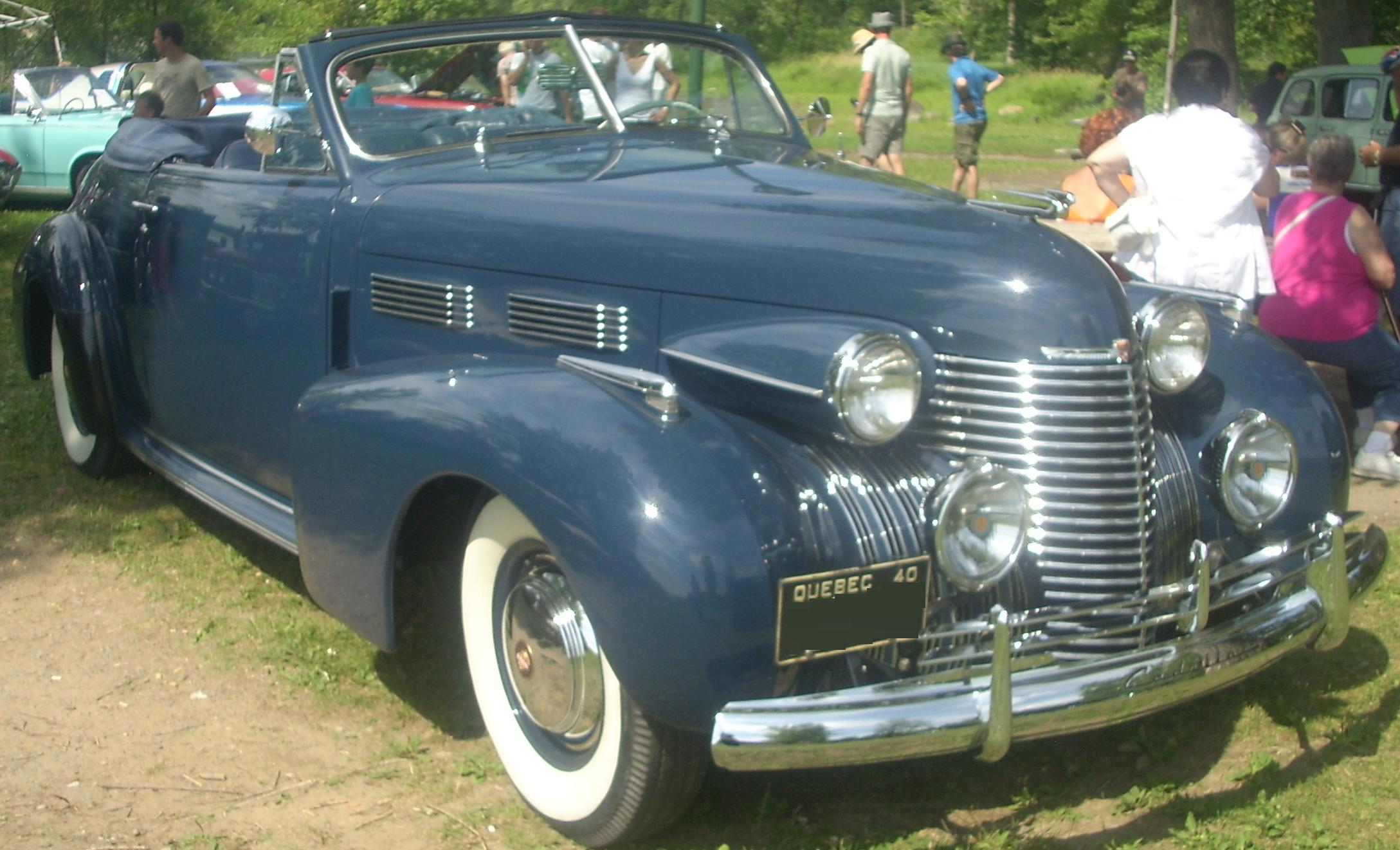
Una Cadillac Serie 62 due porte cabriolet del 1940

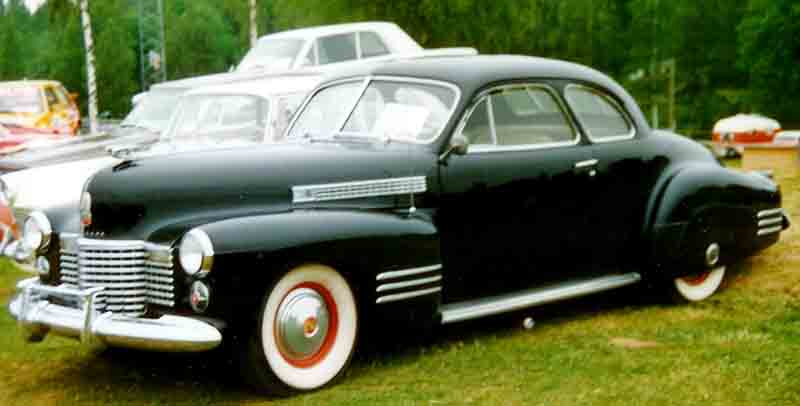
Una Cadillac Serie 62 coupé del 1941

La prima serie del modello, che possedeva una carrozzeria prodotta da Fisher, rimpiazzò la Serie 61 nella parte più bassa della gamma offerta dalla Cadillac. La Serie 62, assemblata sul pianale C della General Motors (il marchio Cadillac apparteneva infatti al gruppo General Motors), possedeva uno stile che ricordava le torpedo di qualche anno prima. Il modello possedeva dei finestrini con un'intelaiatura cromata, più inclinata nel parabrezza, ed un lunotto incurvato. Il nuovo pianale C, che la Serie 62 condivideva (nel 1940) con la Buick Roadmaster, la Buick Super, la Oldsmobile Serie 90 e la Pontiac Torpedo, aveva spazio maggiorato di 5 pollici (quasi 13 cm) per le spalle e le anche, ed era privo di predellini, mentre il corpo vettura era più sinuoso e ribassato di circa 2-3 pollici (tra i 5 ed i 7,6 cm). Quando erano combinati con la leva del cambio montata sul piantone dello sterzo, le vetture potevano offrire un ottimo comfort per sei passeggeri. Queste caratteristiche erano state influenzate dalle Cadillac Sixty Special. Ciò che però distingueva le Cadillac con motore V8 era ancora una volta la calandra. Sebbene le calandre del 1940 avessero la stessa forma di quelle del 1939, le loro barre erano più massicce ed erano presenti in numero maggiore. I predellini erano degli optional che potevano essere montati senza extra costo. Questa generazione di Serie 62 era disponibile in versione coupé, berlina, cabriolet due o quattro porte. Queste ultime sono state disponibili da metà anno. Gli esemplari venduti il primo anno di commercializzazione furono 5.903 unità, i quali rappresentarono il 45% delle vendite della Cadillac.
Nel 1941 un cofano fabbricato in un solo pezzo andò a ribassare la sezione frontale, inclusa la zona laterale del cofano stesso, che andò a raccordarsi meglio con i parafanghi. La calandra era più larga, verticale e presentava un rigonfiamento in avanti nella zona centrale. Vennero installate delle luci di parcheggio negli angoli superiori esterni della calandra. I fanali anteriori ora erano incorporati nei parafanghi, dove erano anche previsti degli alloggiamenti per i fendinebbia. Tre linee cromate apparvero nella parte posteriore dei quattro parafanghi. Le carenature dei parafanghi posteriori facevano parte dell'equipaggiamento standard. Della Serie 62 faceva parte il solo modello versione cabriolet quattro porte costruito dalla Cadillac nel 1941; questa versione fu l'ultima del tipo citato che venne prodotta dalla Cadillac. Tutte le Cadillac condividevano il medesimo motore V8 a valvole laterali da 135 CV di potenza, in seguito aumentata a 150 CV.
Gli esemplari venduti quadruplicarono nel 1941 a 24.734 unità, che rappresentavano il 37% delle vendite della Cadillac di quell'anno. Questi esemplari venduti erano il doppio del precedente record della Cadillac, che fu registrato nel biennio 1926/27.
Basata sul pianale C della General Motors, questa generazione di Serie 62 venne disegnata da Harley Earl. I cambi disponibili furono due, una trasmissione manuale a tre rapporti sincronizzati, ed un cambio automatico Hydra-Matic a quattro velocità.
Di questa serie di Serie 62 venne commercializzata anche una versione commerciale. Essa possedeva un passo di 4.140 mm ed una lunghezza di 6.424 mm. Le versioni per il trasporto dei passeggeri avevano un passo di 3.277 mm nel 1940 e di 3.200 mm nel 1941. La lunghezza e la larghezza erano, rispettivamente 5.489 mm nel 1940 e 5.486 mm nel 1941, e 1.920 mm nel 1940 e 2.032 mm nel 1941. L'altezza era invece immutata a 1.638 mm.

## La seconda serie: 1942–1947

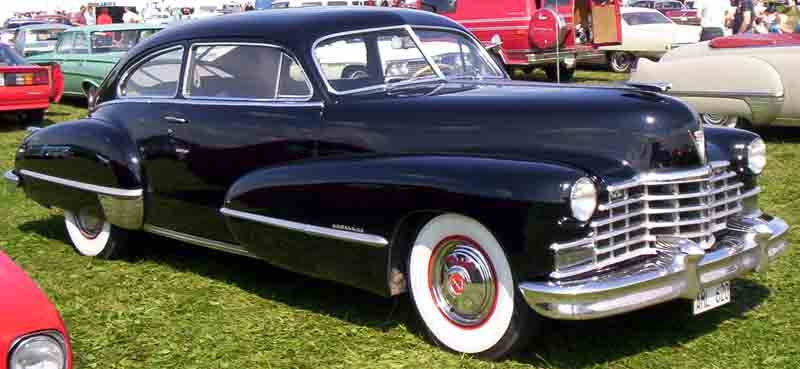
Una Cadillac Serie 62 coupé del 1946

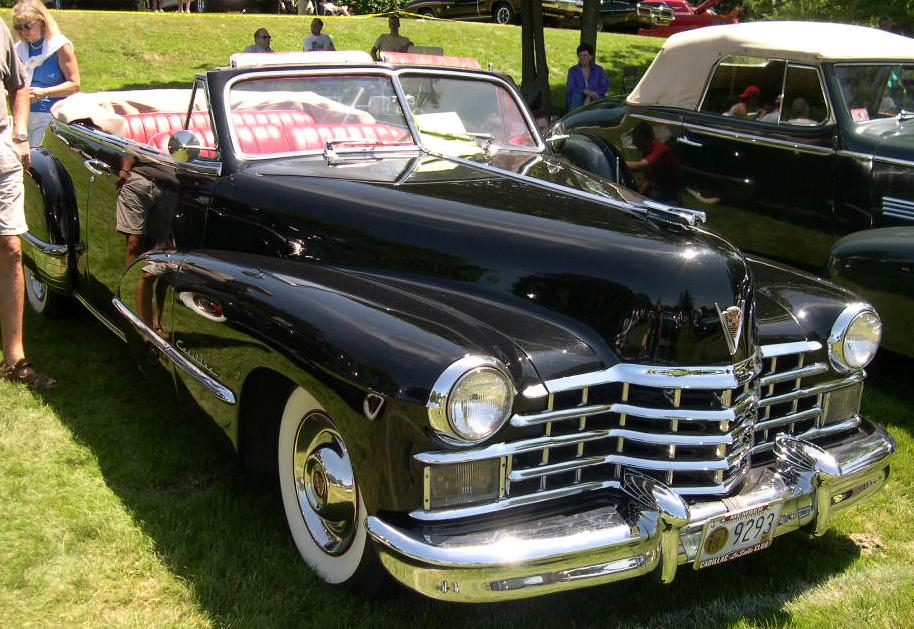
Una Cadillac Serie 62 cabriolet del 1947

Nel 1942 la calandra diventò più imponente. Le luci di parcheggio diventarono rotonde ed i fendinebbia rettangolari. Questi ultimi vennero inclusi nella calandra. Vennero rivisti i paraurti, e questa modifica fornì al modello una linea “a proiettile”. I parafanghi ora possedevano una forma più arrotondata ed erano più lunghi; sia quelli anteriori che quelli posteriori si estendevano fino alle portiere. I nuovi parafanghi presentavano nuove modanature più spesse lungo i lati. Un nuovo sistema di ventilazione con condotti che partivano dalla griglia anteriore andò a rimpiazzare quello precedente. Il comando a leva del freno a mano venne sostituito da uno con maniglia a forma di T. Il sistema di controllo della temperatura del motore, fino a quel momento consistente in un otturatore del circuito di raffreddamento, venne sostituito da un sistema a termostato installato nel radiatore.
Nel 1946 la Serie 62 era basata sul pianale C della General Motors, che condivideva con la Cadillac Sixty Special, la Buick Super, la Buick Roadmaster e l'Oldsmobile 98. Questa generazione di Serie 62 possedeva una linea che ricordava una notchback, mentre la coupé aveva un design che ricordava le fastback. Era facile distinguere la Serie 62 coupé dalla Serie 61 perché la linea di cintura era più bassa, e l'intelaiatura dei finestrini laterali circondava singolarmente ogni cristallo anziché ogni superficie vetrata. La Serie 62 possedeva dei deflettori sia anteriormente che posteriormente. Questa generazione di Serie 62 è stato il primo modello Cadillac a rientrare in produzione dopo la seconda guerra mondiale. Infatti le aziende delle nazioni belligeranti vennero obbligate dai rispettivi governi a convertire i propri impianti nella produzione militare. Gli interni e molte caratteristiche tecniche erano simili a quelli della Serie 61, anche se i primi erano ora più ricercati.
Nel 1947 furono applicati cambiamenti minori. Le vendite salirono a 39.835 esemplari, che rappresentarono il 64% delle Cadillac vendute.
Era disponibile un solo tipo di motore, un V8 da 5,7 L di cilindrata. I cambi offerti erano due, uno manuale con tre rapporti sincronizzati ed una trasmissione Hydra-Matic automatica a quattro velocità.
La lunghezza dipese dagli anni di produzione: fu di 5.588 mm nel 1942 e 5.568 mm dal 1946 al 1947.

## La terza serie: 1948–1953

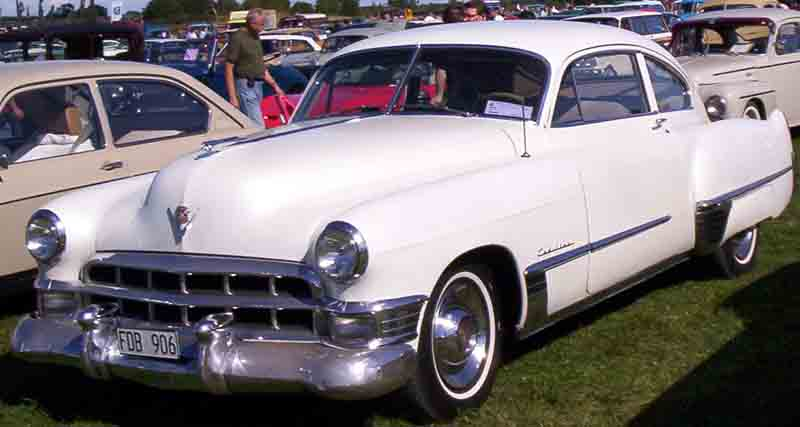
Una Cadillac Serie 62 due porte coupé del 1949

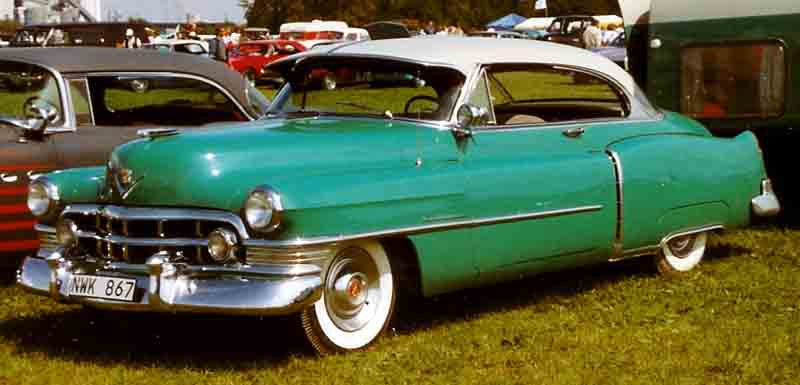
Una Cadillac Serie 62 Coupe de Ville del 1950

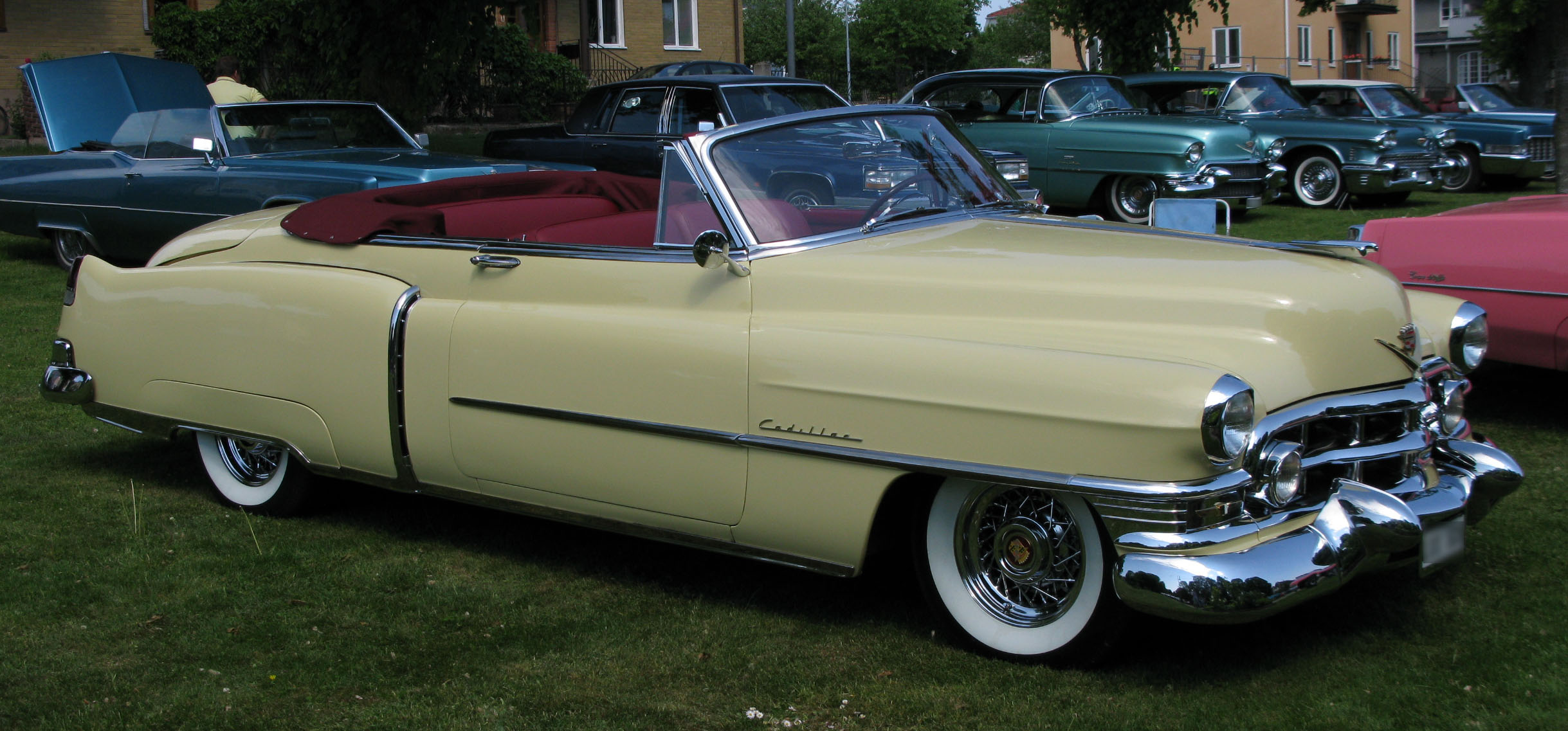
Una Cadillac Serie 62 cabriolet del 1952

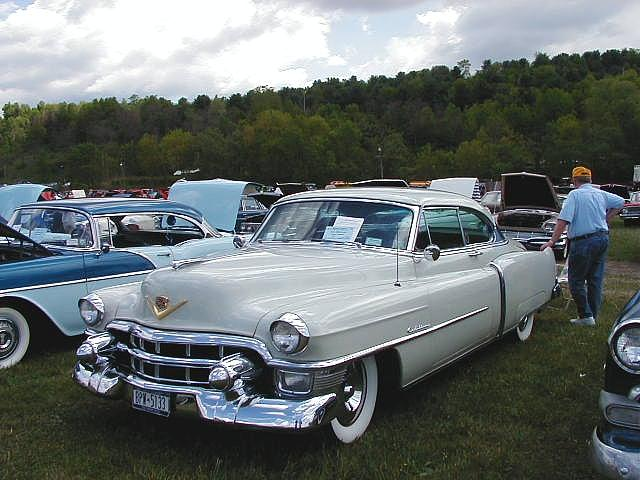
Una Cadillac Serie 62 due porte hard-top del 1953

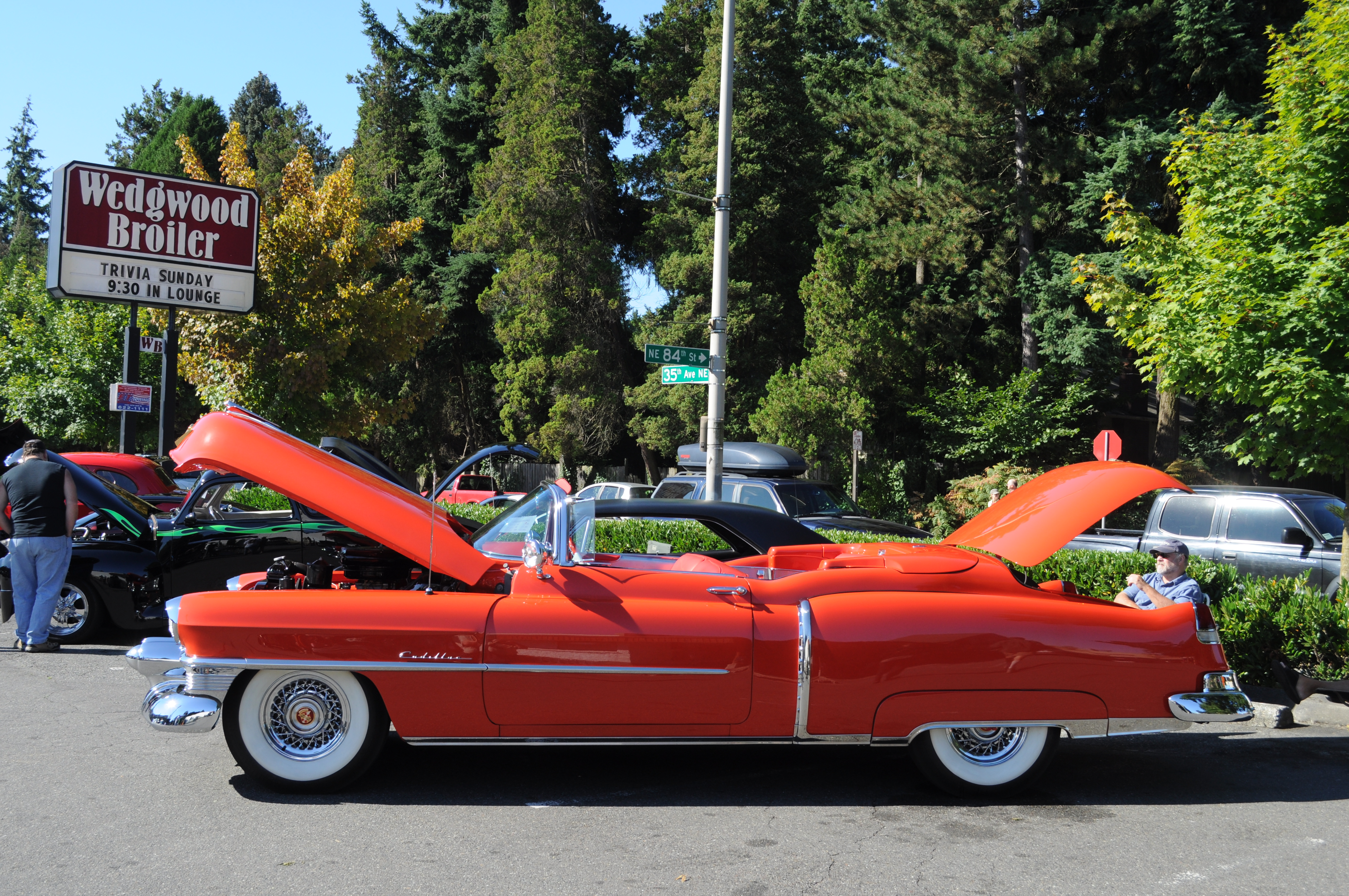
Una Cadillac Serie 62 Eldorado del 1953

Dal 1948 la Serie 62 fu costruita sul medesimo telaio da 3.200 mm della Serie 61. Ciò comportò che i due modelli si assomigliassero profondamente. La differenza principale, a parte il maggior uso di parti cromate, fu la presenza di una versione cabriolet nella gamma della Serie 62. Per quanto riguarda i componenti cromati, tra gli elementi distintivi, erano presenti dei parasassi cromati e scanalati sui parafanghi anteriori, delle finiture cromate sulle portiere, una cornice cromata a V sotto le luci posteriori. Inoltre, gli interni erano più curati. Nel 1948 vennero anche aggiunte delle pinne posteriori. Le vendite calarono a 34.213 esemplari, che rappresentarono il 68% delle Cadillac vendute, stabilendo inoltre il record.
Il nuovo motore V8 Cadillac a valvole in testa fu la novità più importante del 1949. Non vennero infatti applicate modifiche di rilievo. Questo propulsore possedeva una cilindrata di 5,4 L e produceva 160 CV di potenza. Le differenze tra la Serie 61 e la Serie 62 erano minime. Il modello più costoso aveva nuovamente parafanghi provvisti di parasassi anteriori cromati e scanalati, e portiere con inserti cromati. Era offerto come optional l'impianto di riscaldamento.  L'altro propulsore disponibile era un V8 da 5,7 L. Le vendite salirono alla cifra record di 55.643.
La Cadillac Serie 62 Coupe de Ville fu introdotta nel tardo 1949. Insieme alle Buick Roadmaster, Riviera, e Oldsmobile 98 Holiday, fu tra le prime coupé senza montanti mai costruite. In vendita a 3.496 dollari, costava un dollaro in meno rispetto alla Serie 62 cabriolet, e come per la cabriolet vennero offerti i vetri elettrici. Possedeva un allestimento lussuoso, con interni in pelle ed un padiglione ridisegnato in modo da simulare la capote chiusa di una versione cabriolet.
Nel 1950 vennero eseguiti dei cambiamenti di una certa importanza. Le vetture erano ora più basse ed affusolate, con un cofano più lungo ed un parabrezza fabbricato in un solo pezzo. Il cambio Hydramatic era tra l'equipaggiamento offerto di serie. Le vendite toccarono un nuovo record con 59.818 esemplari.
Inserti cromati su tutta la lunghezza delle portiere caratterizzarono il modello del 1951, e la Coupé De Ville ricevette nuovi dettagli lussuosi, come la scritta del modello sul montante posteriore. Le vendite raggiunsero la cifra record di 81.844 esemplari, che coprì il 74% delle Cadillac vendute.
Nel 1952, per commemorare il 50º anniversario di fondazione della Cadillac, vennero applicate alle vetture delle scritte in oro. Il portellone era ora più alto, e questo portò un maggiore spazio nel bagagliaio. Le luci di retromarcia erano ora montate di serie e comprendevano i fanali posteriori. La calandra ora aveva un profilo avvolgente con uno stemma dorato montato al centro. Inoltre, dall'anno citato tutte le Cadillac adottarono un doppio impianto di scarico. Altre novità furono specchietti antiabbagliamento, carburatori quadruplo corpo e pistoni con trattamento all'ossido di stagno. Le vendite salirono a 70.255 esemplari; con l'uscita di scena della Serie 61, le vendite della Serie 62 rappresentarono il 78% di tutte le Cadillac commercializzate.
Nel 1953 venne rivista la calandra ed i paraurti, e le luci di parcheggio furono riposizionate sotto i fanali anteriori, con questi ultimi che furono dotati di “palpebre” cromate. Il lunotto ora non possedeva più le barre divisorie. Nell'anno in questione scomparì la coupé, e quindi le Serie 62 a due porte erano solo hard-top (inclusa la meglio equipaggiata Coupe de Ville) o cabriolet. La Eldorado era una delle tre cabriolet prodotte nel 1953 dalla General Motors: le altre due erano la Oldsmobile 98 Fiesta e la Buick Roadmaster/Skylark. La Eldorado era una cabriolet a tiratura limitata che successivamente sarebbe diventata un modello a sé stante. Essa possedeva delle caratteristiche uniche, incluse le ruote a raggi ed il parabrezza avvolgente, il quale fu introdotto sulle Cadillac di produzione standard. Le vendite ammontarono a 85.446 esemplari.
Sempre nel 1953, due esemplari della Serie 62 sono stati rielaborati dalla carrozzeria Ghia. Uno di questi venne acquistato dal principe Aly Khan e donato all'attrice statunitense Rita Hayworth.
Questa generazione di Serie 62 fu costruita sul pianale C della General Motors. I cambi disponibili erano due, uno manuale con tre rapporti sincronizzati ed un cambio automatico Hydra-Matic a quattro velocità.
La lunghezza e la larghezza dipendevano dagli anni di produzione. La prima fu di 5.436 mm dal 1948 al 1950, 5.481 mm nel 1951, mentre dal 1952 al 1953 fu di 5.481 mm se l'esemplare era a due porte, o 5.608 mm se il modello possedeva quattro porte. La larghezza fu invece di 2.007 mm nel 1948, 2.004 mm nel 1949 e 2.035 dal 1950 al 1953.

## La quarta serie: 1954–1956

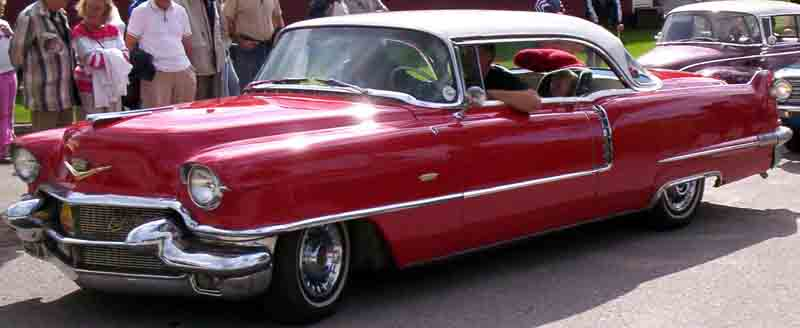
Una Cadillac Serie 62 coupe del 1956

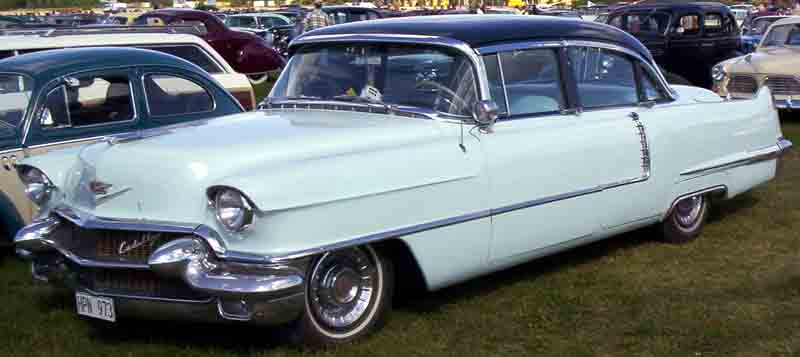
Una Cadillac Series 62 berlina del 1956

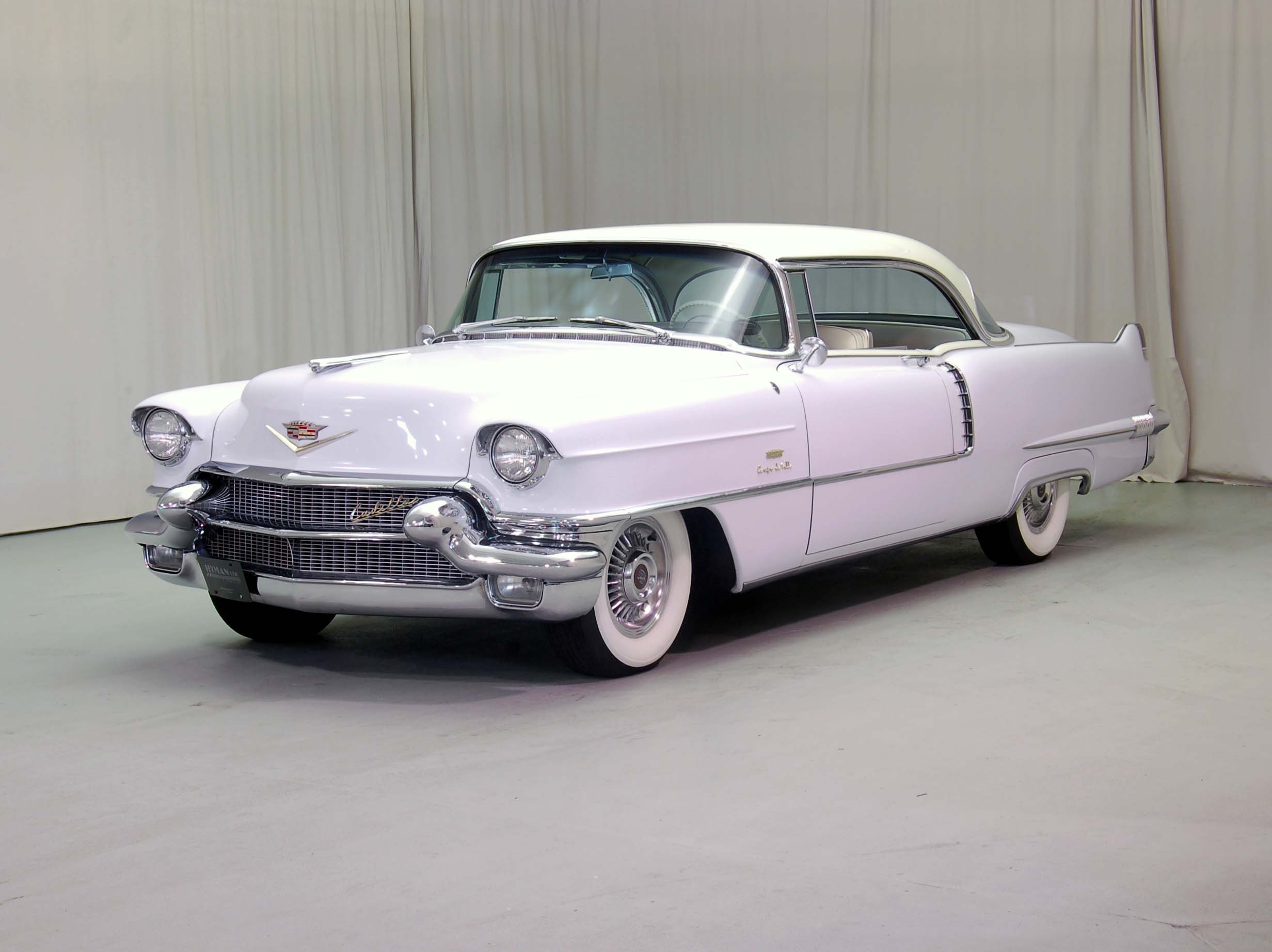
Una Cadillac Serie 62 Coupe de Ville del 1956

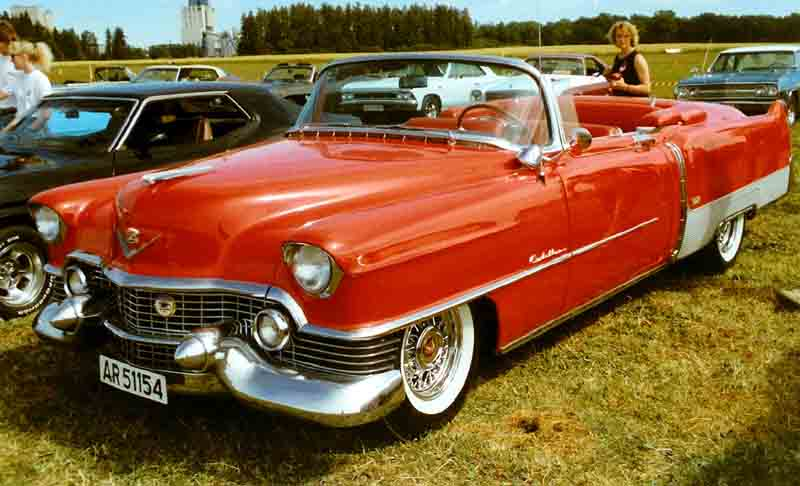
Una Cadillac Serie 62 Eldorado del 1954

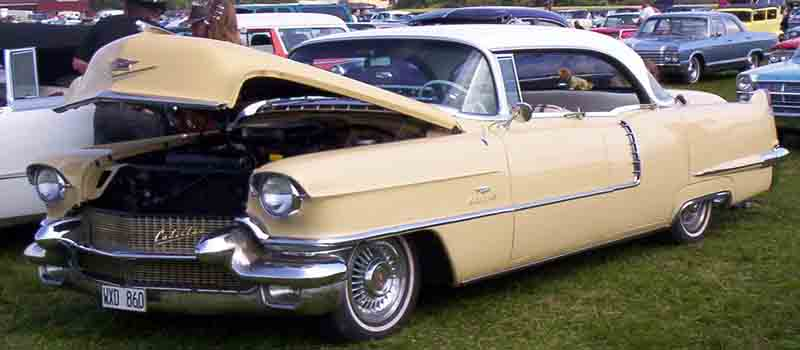
Una Cadillac Serie 62 Sedan de Ville del 1956

Con il restyling del 1954, la Serie 62 ricevette un corpo vettura più affusolato, una griglia radiatore di nuovo disegno, dei paraurti anteriori ad ala di gabbiano ed i rostri dei paraurti a forma di proiettile. Il paraurti posteriore fu completamente ridisegnato e vennero rivisti i terminali dell'impianto di scarico. Su tutti i modelli venne applicato una delle caratteristiche dell'Eldorado, cioè un parabrezza avvolgente. Sulle berline erano presenti delle modanature sotto i vetri, e ciò creava un effetto “parasole”. Il lunotto curvo delle coupé fu definito “stile Florentine”. La presa d'aria era posizionata, su tutti i modelli, alla base del parabrezza. La scritta Coupé De Ville comparve nella zona posteriore del montante C della lussuosa coupé, che inoltre vide l'arrivo di modanature sottoporta più ampie. Le Eldorado avevano lo stemma identificativo dorato situato subito dietro le prese d'aria sui parafanghi posteriori ed un'ampia decorazione scanalata nella parte inferiore del parafango posteriore. Questi pannelli erano d'alluminio. Le Eldorado cabriolet possedevano degli stemmi sulle portiere, delle ruote a raggi, e lo stemma a V della Cadillac impresso sulle imbottiture laterali dei sedili. Della lunga lista dell'equipaggiamento che debuttò nel 1954 ci furono il lavacristalli, il servosterzo, l'impianto elettrico a 12 V ed i pistoni in lega di alluminio. Le nuove luci di stop erano un'altra novità.
Nel 1955 il modello fu aggiornato. Le modifiche furono perlopiù estetiche. Le vendite raggiunsero i 118.190 esemplari, rappresentando circa l'84% delle Cadillac vendute.
Nel 1956 la calandra fu rivista. Venne applicato un disegno della griglia più fine e le luci di parcheggio vennero installate sui paraurti. Il marchio Cadillac fu applicato sulle fiancate. Alla Coupe de Ville venne aggiunta la Sedan de Ville, che fu la prima Cadillac hard-top a quattro porte. Similmente alla Coupe de Ville, era più costosa e più lussuosa della Serie 62 quattro porte standard. Già nel primo anno di commercializzazione, con 41.732 esemplari, superò le vendite della Serie 62 berlina. A seguito del successo commerciale, la Coupe de Ville e la Sedan de Ville nel 1959 diventarono un modello a sé stante, la Serie 6300, che fu completata nel 1964 dalla De Ville cabriolet. Alla gamma Eldorado si aggiunse anche una nuova versione, una due porte hard-top che venne chiamata Seville. La scritta Eldorado comparve sui parafanghi. I tratti distintivi presenti sull'Eldorado, che differenziavano il modello dalla Seville, erano una modanatura cromata e scanalata, che si estendeva dal parabrezza fino al montante posteriore, correndo per tutta la linea di cintura, e delle pinne posteriori piatte ed appuntite. Il servosterzo era ora offerto di serie.
Nel 1956 la Serie 62 raggiunse la cifra record di 134.502 esemplari venduti, che rappresentò l'86,4% delle vetture vendute dalla Cadillac. Questa cifra includeva 66.818 De Ville e 6.050 Eldorado.
Durante gli anni in cui fu in commercio, questa serie di Serie 62 venne montata sul pianale C della General Motors. I motori disponibili erano due, entrambi V8 e con valvole in testa. Le cilindrate erano 5,4 L e 6 L. Era offerto solo un tipo di cambio, l’Hydra-Matic automatico a quattro rapporti.
La lunghezza delle vetture dipendeva dall'anno di produzione e dal numero di portiere. Nel 1954 fu di 5.497 mm (la quattro porte) o di 5.674 mm (due porte), nel 1955 fu di 5.494 mm (la quattro porte) o di 5.669 mm (due porte) e nel 1956 fu di 5.458 mm (la quattro porte) o di 5.636 mm (due porte). La larghezza invece fu di 2.022 mm nel 1954, 2.027 mm nel 1955 e di 2.035 mm nel 1956, mentre l'altezza fu di 1.577 mm dal 1954 al 1955, e 1.575 mm nel 1956.

## La quinta serie: 1957-1958

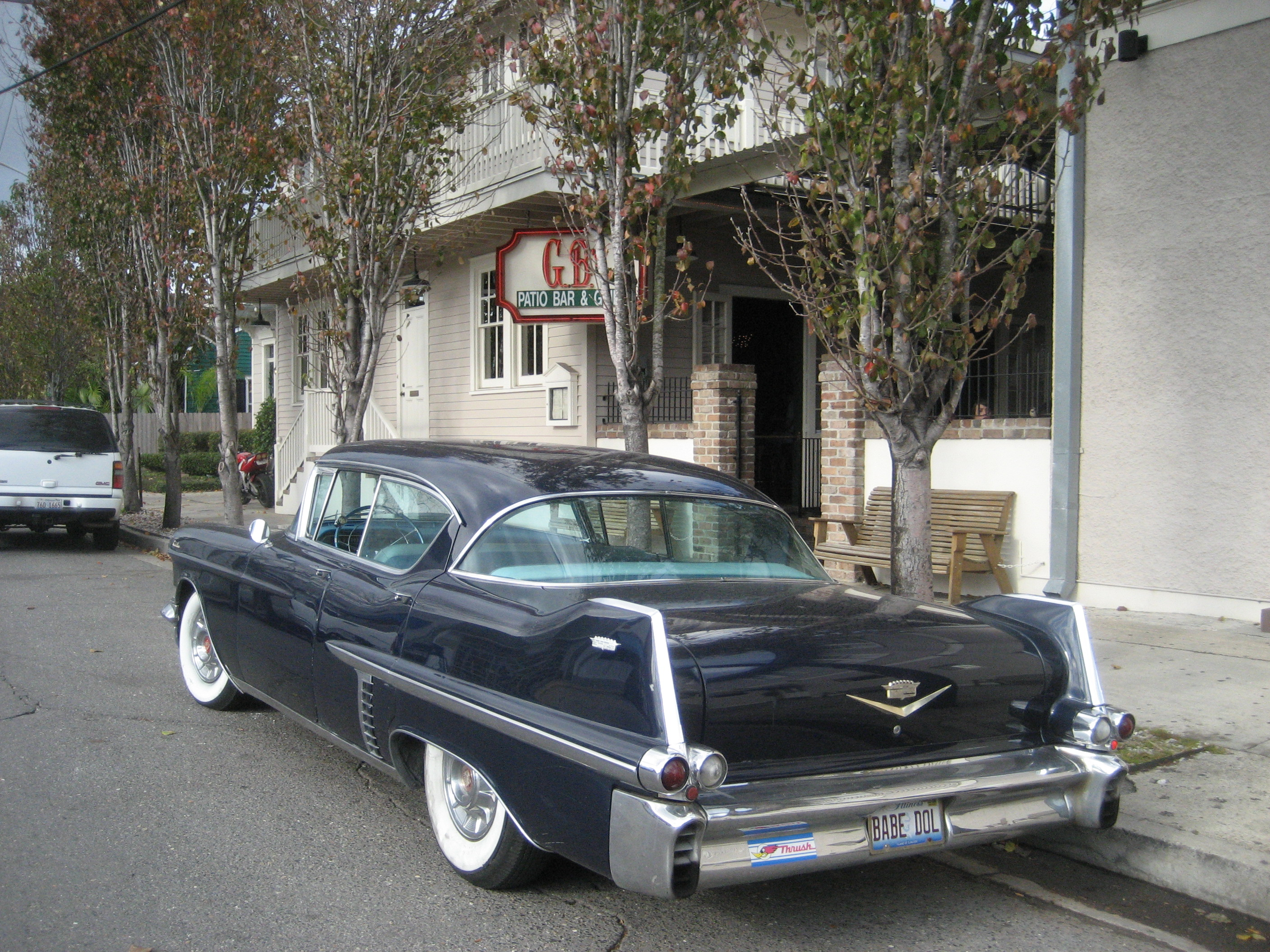
Una Cadillac Serie 62 del 1957

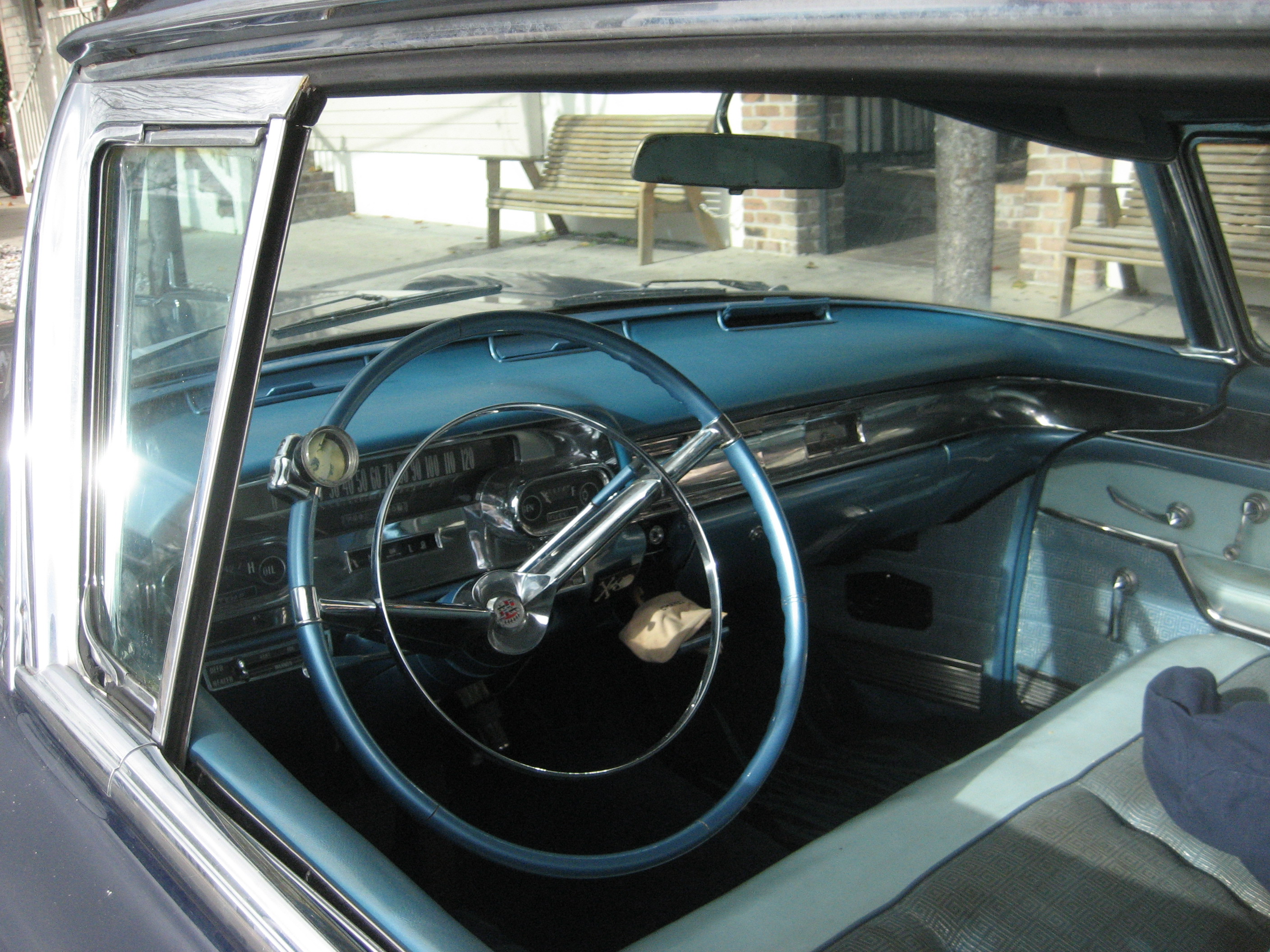
Interni di una Cadillac Serie 62 del 1957

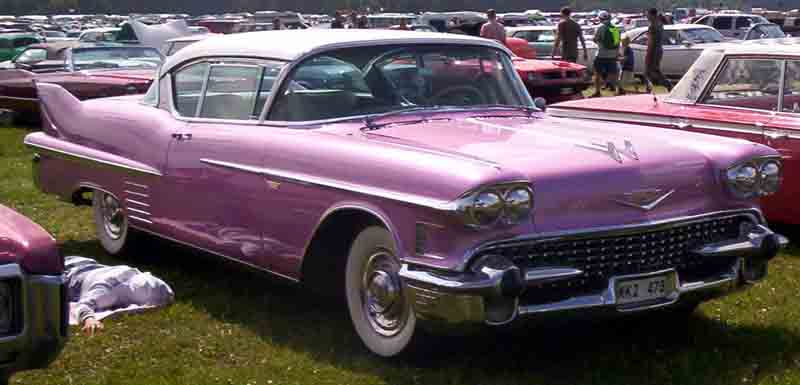
Una Cadillac Serie 62 coupé del 1958

Nel 1957 fu adottato un telaio tubolare a X senza supporti laterali. Ciò comportò che la struttura fosse più rigida e più bassa senza la perdita di spazio utile. La parte anteriore era ora caratterizzata da paraurti in plastica e da fanali circolari doppi. Questi doppi fari vennero installati anche nella parte posteriore. Furono anche rivisti anche gli ornamenti delle fiancate. Ciò che contraddistingueva la Serie 62 furono le modanature metalliche installate davanti all'apertura delle ruote posteriori. Uno stemma a V comparve nelle pinne posteriori con angolazione protesa in avanti. Le De Ville possedevano delle scritte che erano posizionate sui parafanghi anteriori. La Serie 62 Eldorado, per differenziarsi dalla Serie 70 Eldorado Brougham, possedeva, sopra l'emblema posteriore a forma di V e sulla sommità dei parafanghi anteriori, la scritta del nome del modello. L'equipaggiamento standard di tutti i modelli della Serie 62 era il medesimo dell'anno precedente. Nuova era però la prominente coda della versione berlina. Escluse le berline da esportazione, la Serie 62 venne offerta in sette versioni diverse, e questo fu un record.
Questa generazione di Serie 62 venne costruita sul pianale C. Fu disponibile un solo tipo di motore, un V8 da 6 L di cilindrata. Il cambio offerto fu un Hydra-Matic automatico a quattro rapporti.

## La sesta serie: 1959–1960

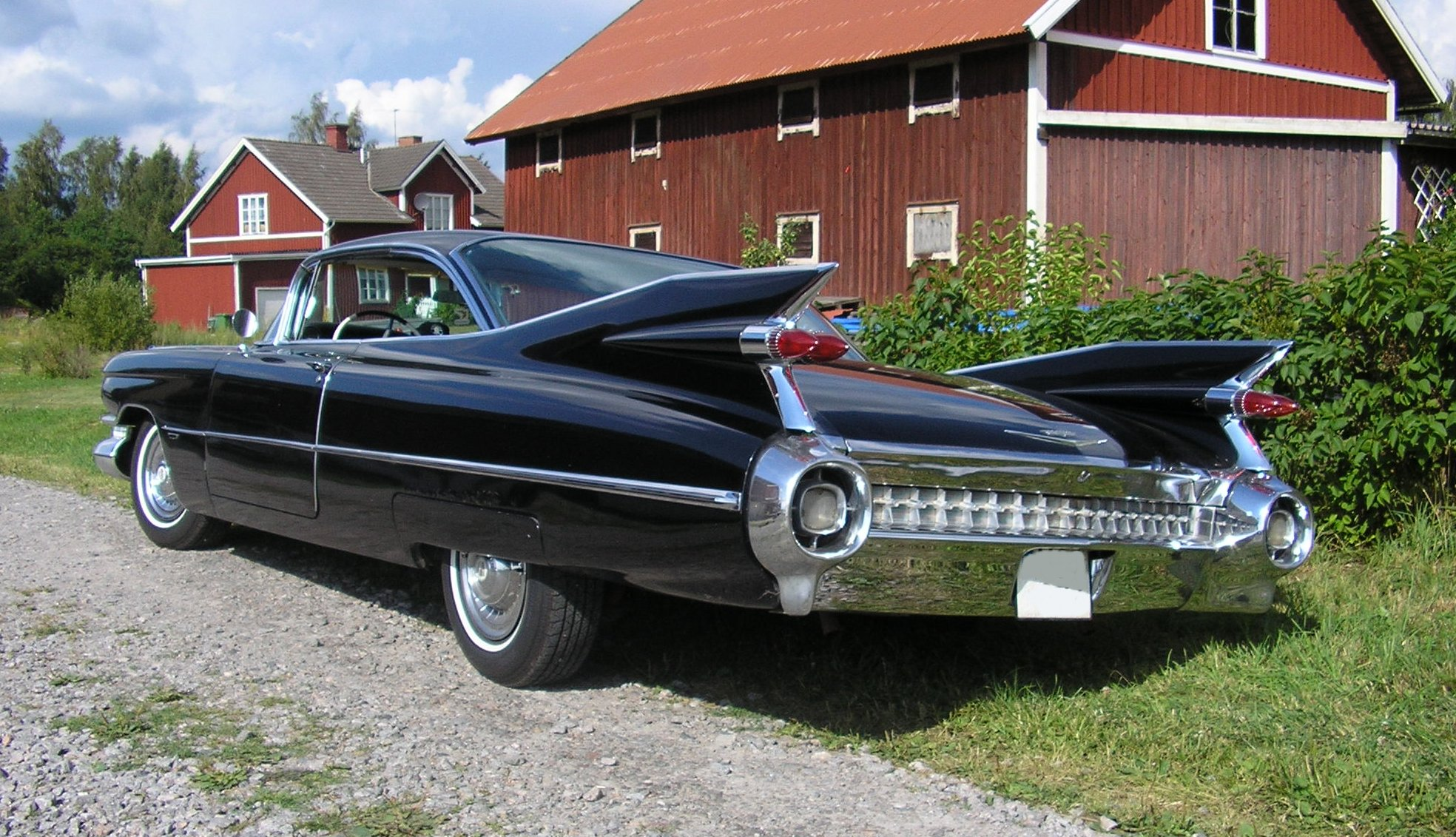
Una Cadillac Serie 62 coupe del 1959

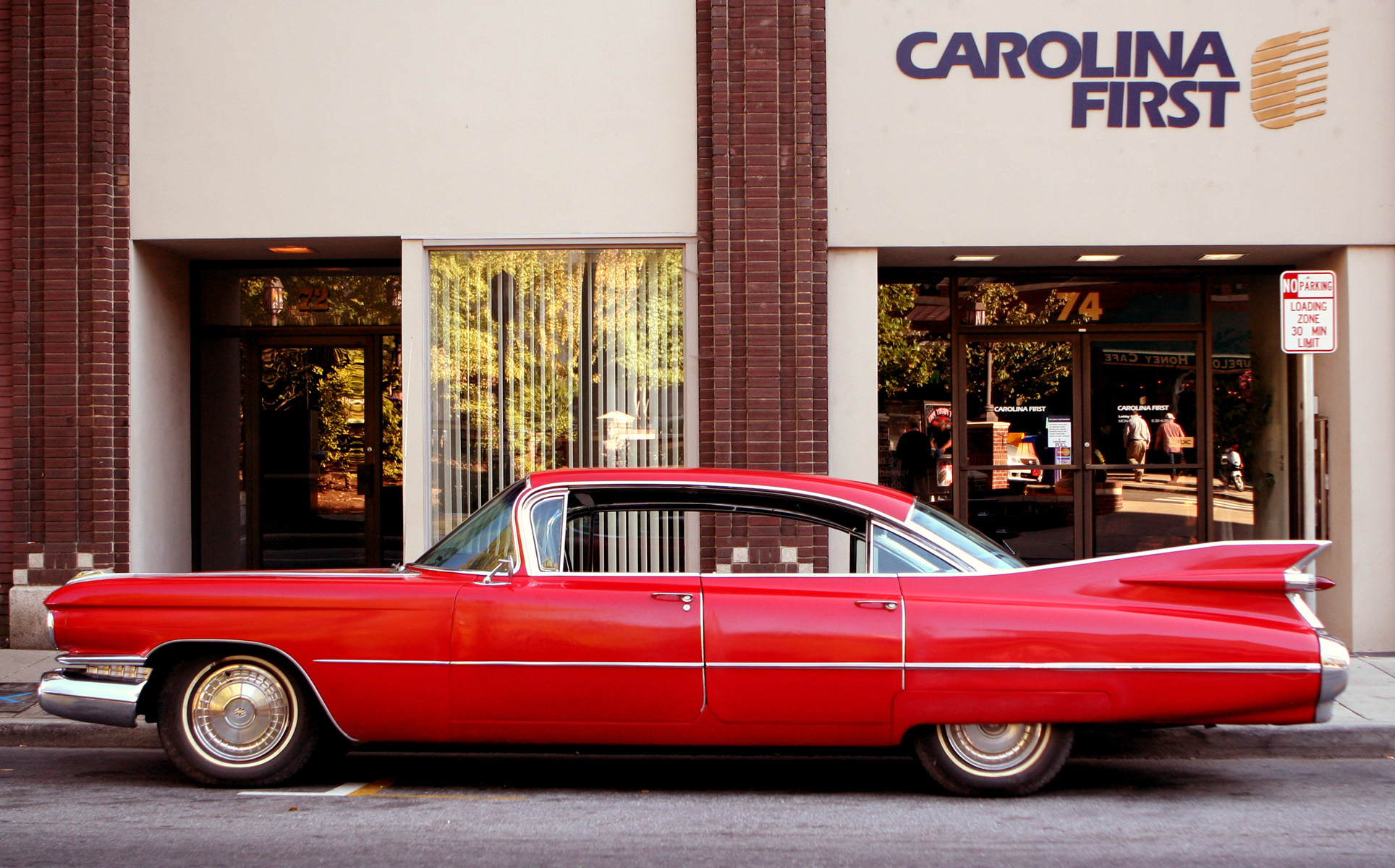
Una Cadillac Serie 62 berlina del 1959

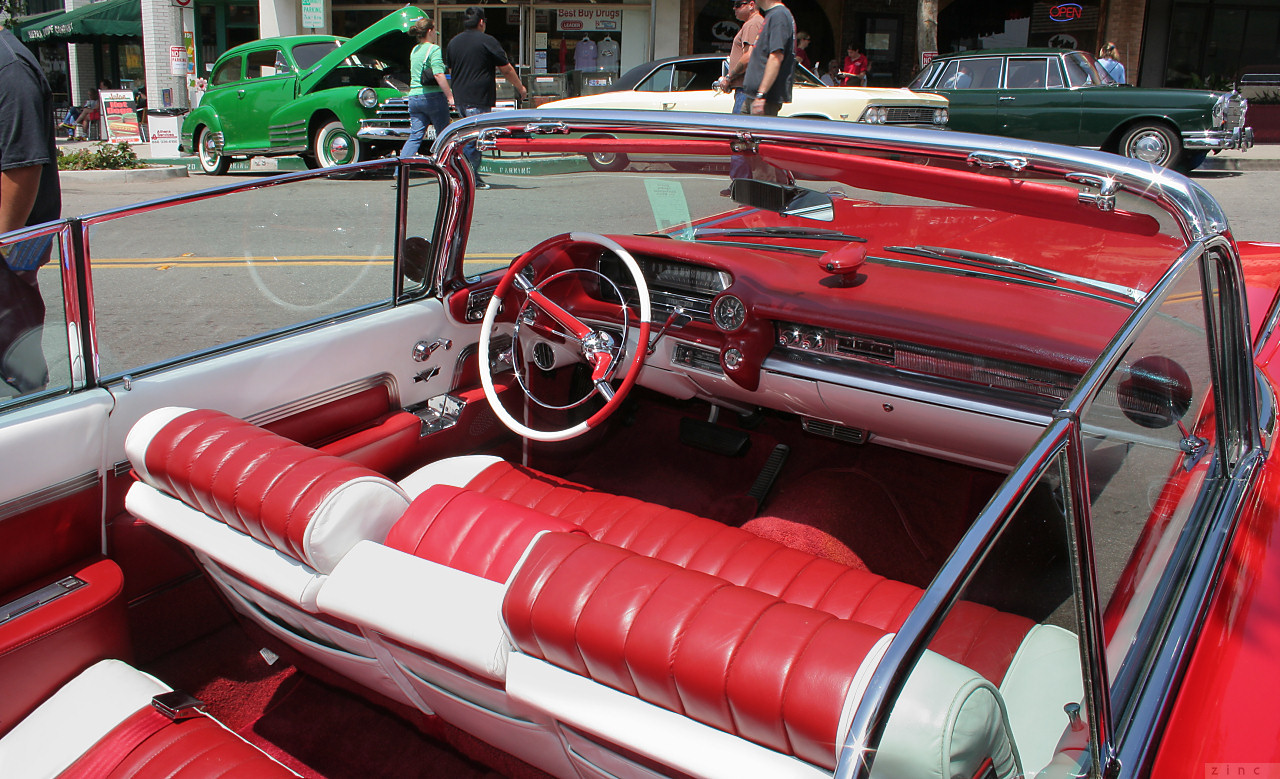
Gli interni di una Cadillac Serie 62 cabriolet del 1959

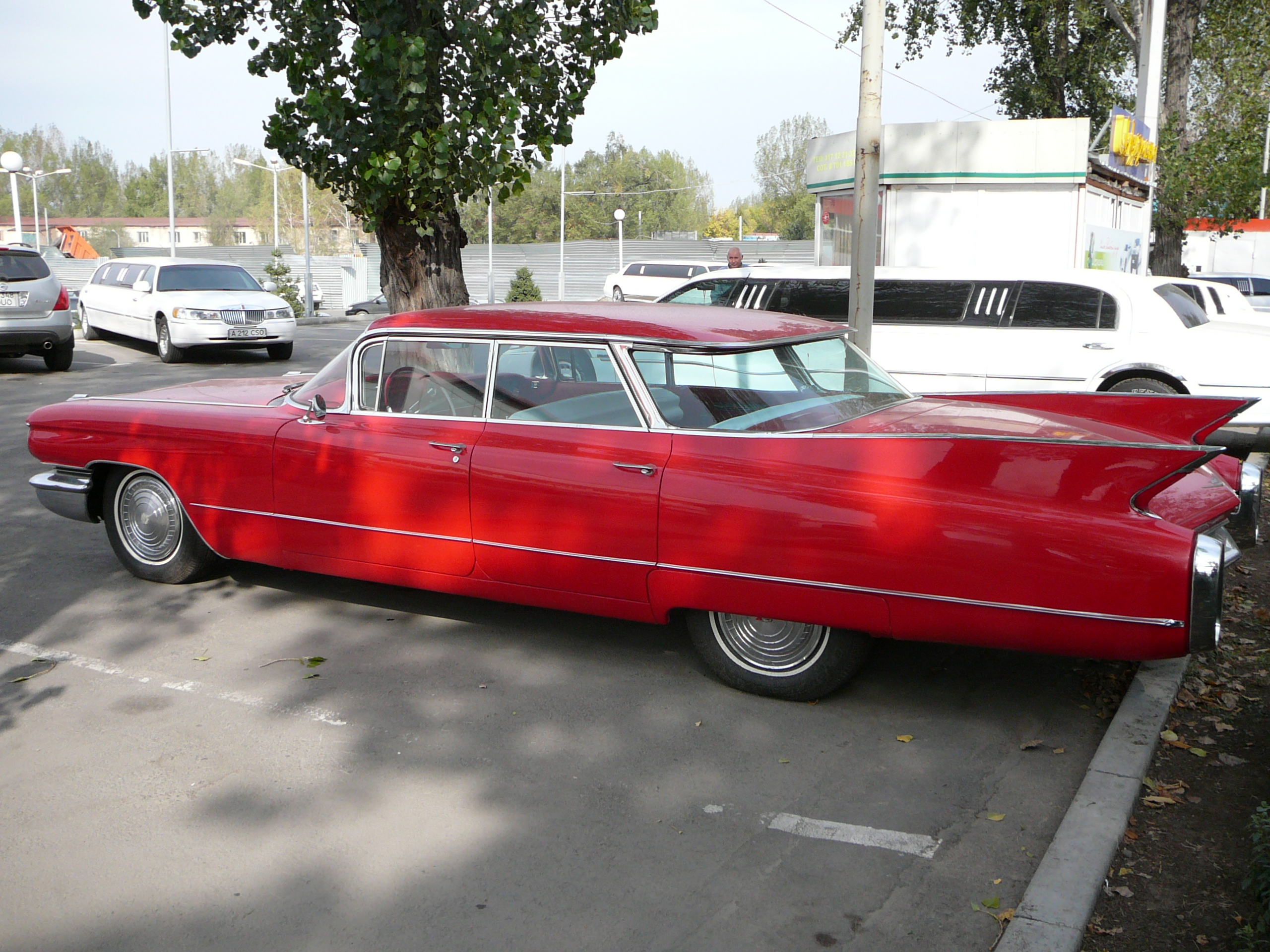
Una Cadillac Serie 62 berlina del 1960

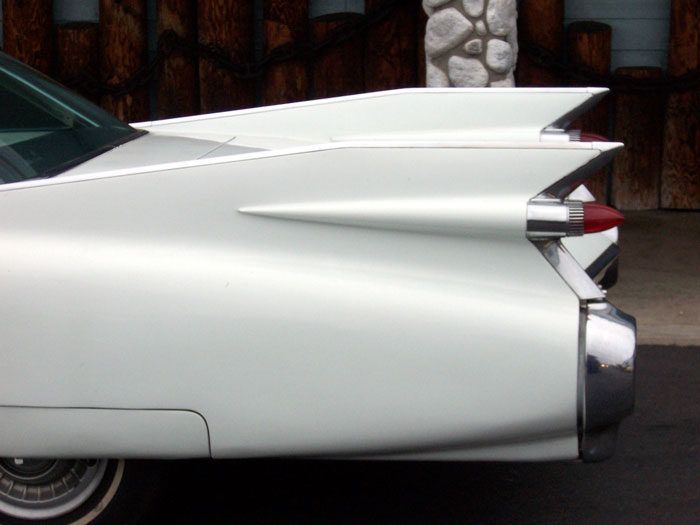
Con l’eccezione dell’Eldorado Brougham, le Cadillac del 1959 erano famose per le code posteriori, nel mezzo delle quali erano installate le luci

Le Cadillac del 1959 sono ricordate per le loro enormi ed affilate pinne posteriori, con luci posteriori integrate e a forma di doppio proiettile, per le due specifiche configurazioni del tetto dei montanti, per le nuove e più eleganti grigliature, e per gli inserti decorativi sul coperchio del portabagagli. Nel model year 1959 la Serie 62 fu rinominata Serie 6200. La De Ville e la Eldorado diventarono un modello a parte, rispettivamente Serie 6300 e Serie 6400. La Eldorado Brougham, che apparteneva alla Serie 70, fu rinominata Serie 6900. La potenza erogata dal motore da 6,4 L di cilindrata, l'unico disponibile, era di 325 CV. La Serie 6200 era caratterizzata dall'avere delle modanature in plastica che iniziavano dalle aperture delle ruote anteriori e terminavano in corrispondenza dei paraurti posteriori. L'equipaggiamento standard includeva il servofreno, il servosterzo, il cambio automatico Hydra-Matic a quattro rapporti, le luci di retromarcia, i lavacristalli, i tergicristalli a due velocità, gli specchietti retrovisori, lo specchio di cortesia ed il filtro dell'olio. Le cabriolet possedevano i vetri ed i sedili elettrici. Delle carenature coprivano le aperture delle ruote posteriori, e le versioni a quattro porte erano disponibili sia con quattro che con sei vetri laterali. Con la De Ville e la Eldorado che diventarono dei modelli a sé stanti, le vendite si attestarono a 70.736 esemplari, le più basse dal 1950.
La Serie 6200 del 1960 aveva una linea più sobria e regolare. I cambiamenti più importanti si concentrarono sulla calandra, che ora era a tutta larghezza. Inoltre, ci fu l'eliminazione dei rostri dei paraurti dalla forma appuntita ed una maggior moderazione nell'uso di inserti cromati. Le pinne posteriori ora erano più basse e con "gruppi ottici a forma di turbina ovale", e gli indicatori di direzione erano montati sui parafanghi anteriori. La Serie 6200 si distingueva dalle carenature ai parafanghi, dagli inserti cromati laterali per tre quarti della lunghezza, oltre che dagli emblemi e dalle scritte sui parafanghi. Le versioni a quattro o sei finestrini laterali vennero nuovamente offerti. L'equipaggiamento standard era il medesimo dell'anno precedente, a parte le doppie luci di retromarcia. Novità meccaniche furono i tamburi freno alettati e la struttura con telaio ad X.
Questa generazione di Serie 62/Serie 6200 venne installata sul pianale C della General Motors.

## La settima serie: 1961–1964

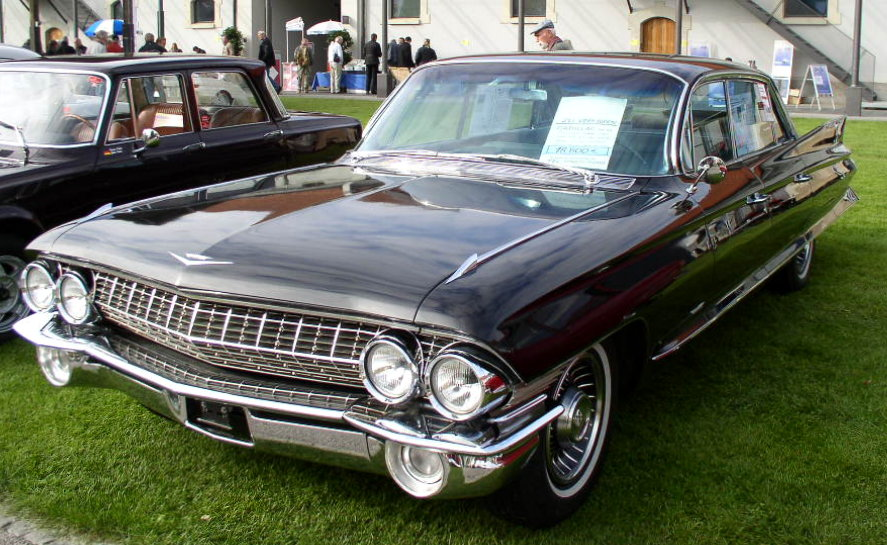
Una Cadillac Serie 62 berlina del 1962

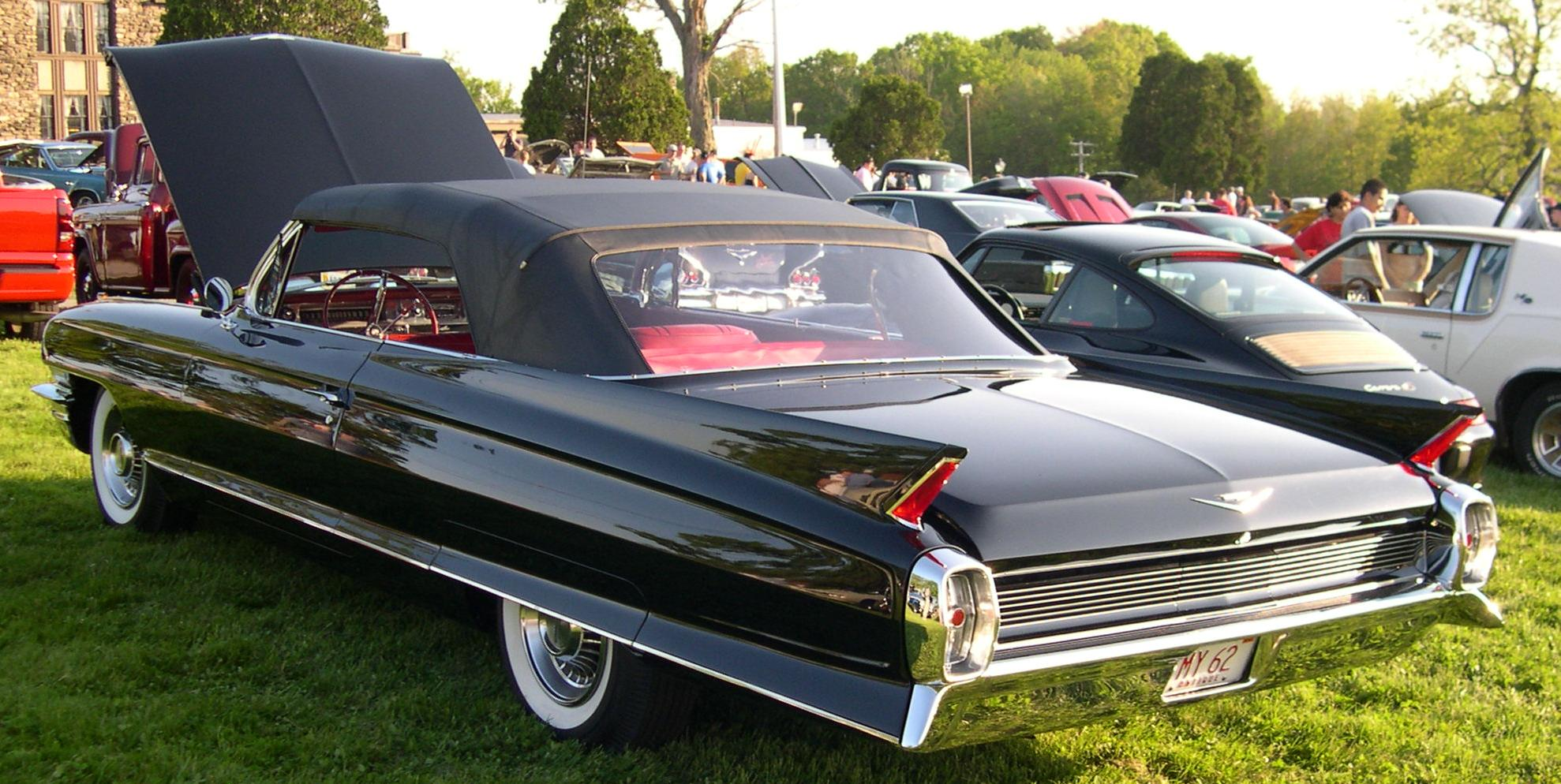
Una Cadillac Serie 62 cabriolet del 1962

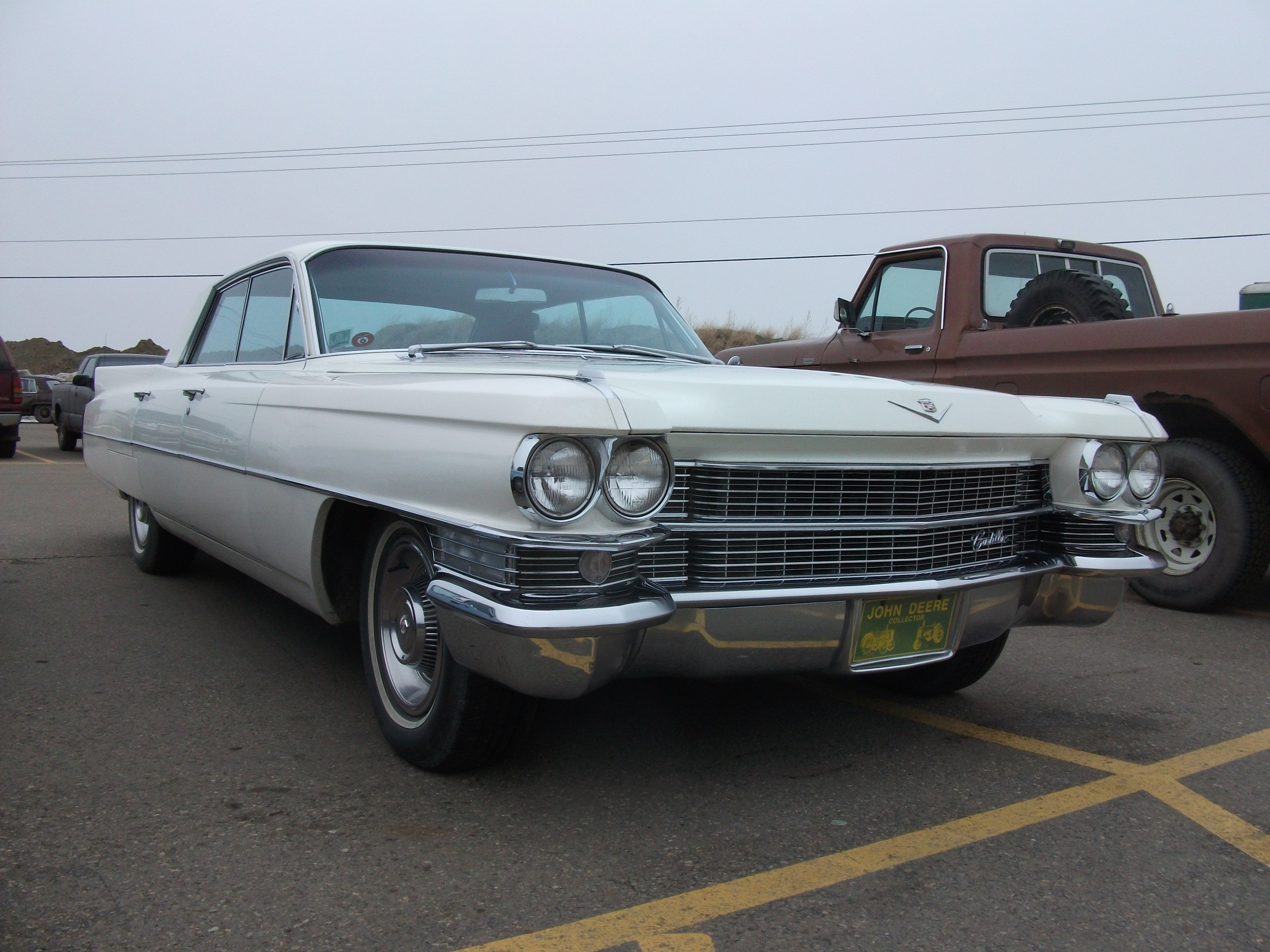
Una Cadillac Serie 62 berlina del 1963

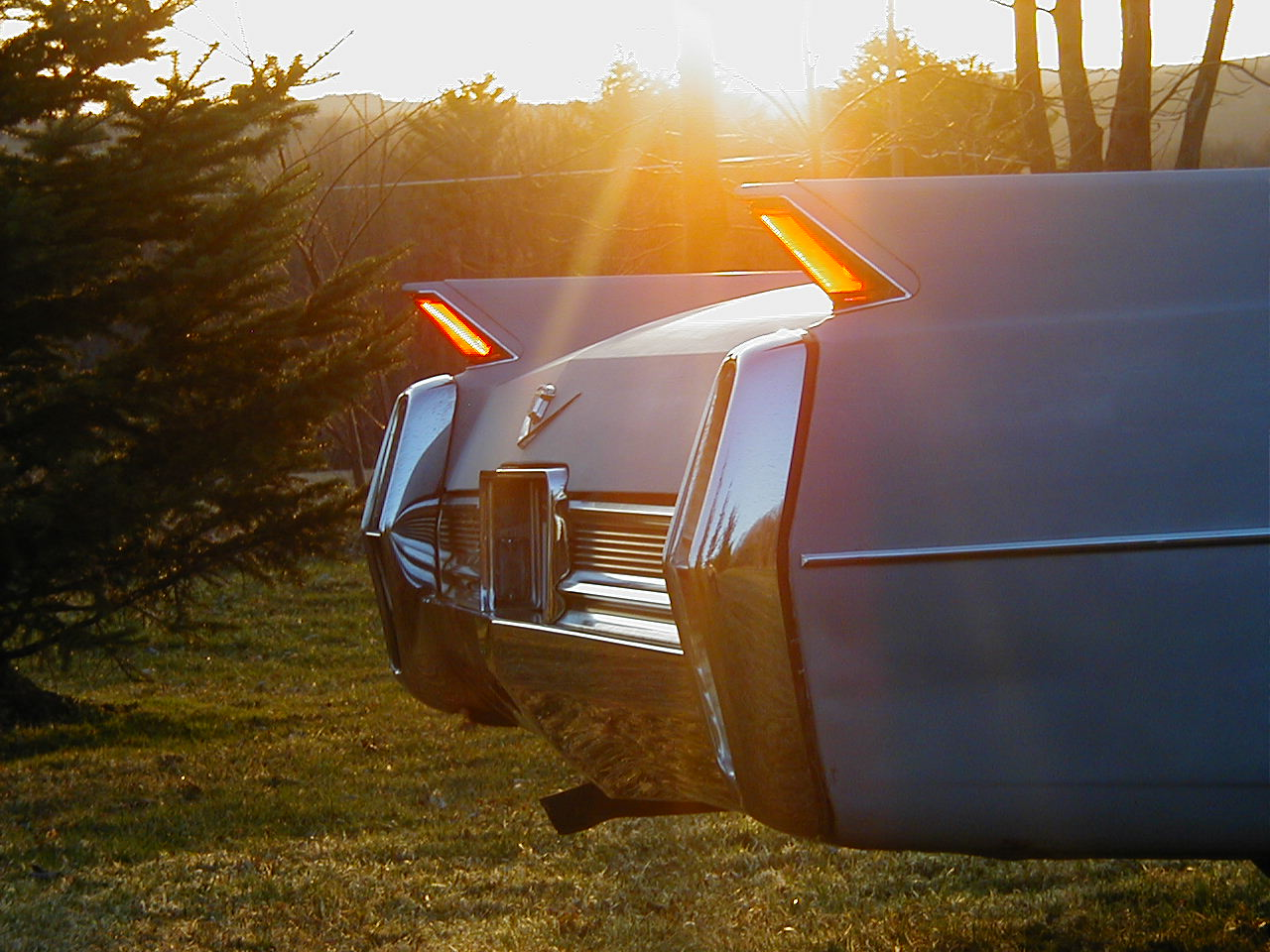
Una Cadillac Serie 62 del 1964

L'estetica e la meccanica del modello furono rivisti nel 1961. La nuova griglia del radiatore era divisa in due parti, rispettivamente inclinate all'indietro verso il paraurti e verso la battuta del cofano motore, ed era posizionata tra i due gruppi ottici sdoppiati. Comparvero nuovi montanti anteriori con parabrezza non avvolgente. Le luci posteriori ridisegnate avevano linee affilate e ad angolo. Su alcuni modelli erano accoppiate a sottili montanti, che erano più massicci su altri. L'equipaggiamento standard includeva il servofreno, il servosterzo, il cambio automatico, le luci di retromarcia, i lavacristalli, i tergicristalli a due velocità, le carenature ai parafanghi, gli specchietti retrovisori, lo specchio di cortesia ed il filtro dell'olio. Molle anteriori e posteriori con supporti in gomma sostituirono le meno affidabili sospensioni pneumatiche. L'alimentazione con carburatore doppio corpo divenne la sola disponibile, ed inoltre scomparve il doppio scarico.
Nel 1962 il modello fu rivisto. Comparve una griglia più piatta con una barra centrale orizzontale più spessa e con una grigliatura a trama più fine. In basso a sinistra del radiatore fu applicata la scritta “Cadillac”. L'hard-top con la parte anteriore di limitata lunghezza, denominata Town Sedan, venne spostata dalla Serie 6300 alla Serie 6200. Nella prima serie venne sostituita dalla Sedan de Ville Park Avenue. La Town Sedan scomparì dai listini nel 1963, dopo che nell'ultimo anno di produzione vendette 4.900 esemplari. L'equipaggiamento standard includeva tutto quanto offerto l'anno precedente, più gli specchietti retrovisori esterni regolabili dall'interno, cinque pneumatici con fianco bianco, l'impianto di riscaldamento e lo sbrinatore. La Cadillac migliorò anche la guidabilità ed il comfort, con l'installazione di maggior materiale isolante.
Nel 1963, in termini generali, il modello era sostanzialmente quello dell'anno precedente. Vennero rivisti la parte anteriore e quella posteriore. Il motore fu completamente aggiornato, sebbene la cilindrata rimase la medesima, cioè 6,4 L con 325 CV di potenza erogata.
Nel 1964 il modello fu oggetto di un lieve restyling. Fu il 17º anno consecutivo per le pinne posteriori tipiche delle Cadillac di quegli anni, con un nuovo disegno più fine ed affilato che ne portò avanti la tradizione. Le prestazioni del motore più grande migliorarono. L'equipaggiamento restò immutato. Per la prima volta nell'industria automobilistica, venne introdotto il Comfort Control, cioè un sistema completamente automatico di riscaldamento e di aria condizionata che era controllato da un termostato posizionato sul cruscotto. La versione cabriolet non era più disponibile. La cilindrata del motore fu aumentata a 7 L, con 340 CV di potenza erogata. Nell'ultimo anno di produzione vennero venduti 35.079 esemplari, il numero più piccolo dal 1946, che coincideva, tra l'altro, con la quarta parte delle vendite record del 1956.
Anche questa generazione del modello fu costruita sul pianale C della General Motors. I cambi disponibili furono due, l’Hydra-Matic automatico a quattro velocità ed il TH-400 automatico a tre velocità.

## La Calais
Il modello fu rinominato Cadillac Calais nel 1965.